# 少年花草黄
《少年花草黄》，中国大陆禁片，导演崔子恩，主演邓紫衣、王桂峰、焦乐。

## 剧情
姐弟俩小峰和文文从小都是同居一室，但是自从暑假一开始，姐姐突然就变了，不允许弟弟小峰到房间内睡觉，这时候，文文开始恋爱了，对象小俊是一个大学生，由于恋姐情节，小峰吃醋决心拆散他们，便找了自己的好友乐乐去追求自己的姐姐文文，乐乐答应了小峰的要求，但是自己也提出了条件，都是小峰每天要给他发短信、牵手逛街，这时候，小峰才知道乐乐是同性恋。日久天长，文文开始发觉男友小俊不对劲，她跟踪后才知道小俊是自己妈妈的情人。

## 演出
- 邓紫衣 出演 文文。男友小俊，弟弟小峰，母亲是自己男友小俊的情人。
- 王桂峰 出演 小峰。文文的弟弟，姐弟恋。

## 制作
该片涉及同性恋、姐弟恋、三角恋等多边题材。
2006年10月，该片远赴韩国釜山参加第11届釜山国际电影节。
2012年，邓紫衣谈起当年拍摄该片的感受说：“这部电影开拍的时候都没有剧本，崔子恩导演就让我们自由发挥。我从未学过表演，可不知为何，第一次就那么放松，可能真的冥冥之中早有安排吧。”